# 桃園市立大園國民中學
桃園市立大園國民中學（英文：Dayuan Junior High School），簡稱大園國中、園中、DYJH，位於中華民國桃園市大園區。

## 舊址
舊址於日治時期為廣播電台。
2018年2月20日以前位於桃園縣大園鄉圳頭村(現桃園市大園區圳頭里)中華路298號，該址現改做桃園航空城聯合服務中心、桃園市政府海岸及資源循環工程處及航空城文史調查駐地工作站辦公室。

## 校園歷史

大園國中正統校徽使用於校旗、學生制服及書包。

### 學制演變
- 1952年：成立桃園縣立桃園中學大園分校。
- 1953年：奉准獨立，定名為桃園縣立大園初級中學。
- 1968年：實施九年義務教育，改制為桃園縣立大園國民中學。
- 1986年：成立附設補習學校。
- 2014年：12月25日，因應桃園縣升格改制為直轄市，更名為桃園市立大園國民中學。
- 2015年：新校區於年底舉行動土儀式。
- 2018年：因航空城計畫2月正式遷入至大園區南港里新校區上課，原舊校區規劃設立「航空城聯合服務中心」。

### 歷任校長
| 任期 | 姓名       | 任職日期  | 離職日期  | 備註                                                       |
| ---- | ---------- | --------- | --------- | ---------------------------------------------------------- |
| 1    | 姬寶霖先生 | 1953年8月 | 1954年7月 |                                                            |
| 2    | 賈守勗先生 | 1954年8月 | 1955年2月 | 原桃園縣立中壢農業學校校長轉任，調任台灣省教育廳。         |
| 3    | 唐寒江先生 | 1955年8月 | 1969年8月 | 調職桃園縣立大崙國民中學。                                 |
| 4    | 鄭國棟先生 | 1969年8月 | 1973年7月 | 原桃園縣立大崙國民中學校長轉任，調任桃園縣立內壢國民中學。 |
| 5    | 李五昌先生 | 1973年8月 | 1980年7月 | 原桃園縣立龍岡國民中學校長轉任，調任桃園縣立大漢國民中學。 |
| 6    | 余興全先生 | 1980年8月 | 1986年7月 | 原桃園縣立凌雲國民中學校長轉任，調任桃園縣立龍岡國民中學。 |
| 7    | 余惠生先生 | 1986年8月 | 1991年7月 | 原桃園縣立大竹國民中學校長轉任，調任桃園縣立楊梅國民中學。 |
| 8    | 謝榮三先生 | 1991年8月 | 1998年2月 | 原桃園縣立觀音國民中學校長轉任，任滿退休。                 |
| 9    | 簡如姬女士 | 1998年8月 | 2002年7月 | 原桃園縣立介壽國民中學校長轉任，調任桃園縣立會稽國民中學。 |
| 10   | 孫志禮先生 | 2002年8月 | 2010年7月 | 原桃園縣立山腳國民中學校長轉任，調任桃園縣立大有國民中學。 |
| 11   | 沈杏熾先生 | 2010年8月 | 2014年7月 | 原桃園縣立新屋國民中學校長轉任，任滿退休。                 |
| 12   | 李培濟先生 | 2014年8月 | 2021年7月 | 原桃園縣立竹圍國民中學校長轉任，調任桃園市立平鎮國民中學。 |
| 13   | 楊震秋先生 | 2021年8月 | 現任      | 原桃園市立瑞坪國民中學教務主任升任。                       |

## 學區
大園里，田心里，橫峰里（第1－24鄰），溪海里（第1－11、16鄰）、溪海里（第18鄰）【為大園、大崙國中共同學區】、埔心里（第1－9鄰）、大海里（第1－9鄰）、後厝里（全里）【為大園、竹圍國中共同學區】、圳頭里、內海村、北港里（第1－2、4－20鄰）、北港里（第3鄰）【為大園、草漯國中共同學區】、南港里（第1－2、4－13、15－23鄰）、南港里（第3、14、24－28鄰）【為大園、草漯國中共同學區】。

## 外部連結
- 桃園市立大園國民中學 （页面存档备份，存于）